# Havepetunia
Havepetunia (Petunia x hybrida), også skrevet Have-Petunia, er en krydsning mellem arterne hvid petunia (Petunia axillaris) og violet petunia (Petunia integrifolia). Det er enårige, urteagtige planter med en opstigende til krybende vækst. Både stængler og blade er tæt besat med kirtelhår. 

## Beskrivelse
Stænglerne er forgrenede og runde i tværsnit. Bladene sidder modsat eller svagt spredstillet, og de er hele, ægformede og helrandede. Oversiden er græsgrøn, mens undersiden er lysegrøn. 
Blomstringen foregår gennem hele sæsonen, dvs. fra juni til sidst i oktober. Blomsterne er samlet i løse, endestillede stande, og de enkelte blomster er 5-tallige og regelmæssige med sammenvoksede kronrør og frie kronflige. Kronbladene er kraftigt farvede i hvide, lyserøde, højrøde, vinrøde, violette eller blå farver – alt efter sort. Frugterne er kapsler med mange frø.
Rodsystemet er trævlet og forholdsvis svagt.
Højde x bredde og årlig tilvækst: 0,50 x 0,50 m (50 x 50 cm/år).

## Hjemsted
I og med at denne plante er en krydsning, har den intet hjemsted. Den ene af forældrearterne, hvid petunia, hører hjemme i det sydlige Brasilien, Bolivia, Uruguay og det nordlige Argentina, mens den anden , violet petunia, stammer fra det sydlige Brasilien, Paraguay, Uruguay og det nordlige Argentina. Begge arter foretrækker solåbne voksesteder med en fugtig, næringsrig jord, så man kan forvente, at krydsningen har de samme krav til miljøforholdene.

## Anvendelse
Havepetunia findes i et utal af sorter, som alle bruges til udplantning i bede, kummer, krukker og altankasser. De kræver fuld sol, jævnlig vanding og god gødningstilstand, men er ellers meget lette at passe. De småblomstrede sorter ("milliflora") er de mest hårdføre under danske forhold.
| Portal | Portal:Botanik |